# Подгорбунский, Владимир Николаевич
Владимир Николаевич Подгорбунский (1916—1944) — советский офицер танковой разведки во время Великой Отечественной войны, Герой Советского Союза (1944). Гвардии капитан.

## Биография
Родился 25 апреля 1916 года в городе Чите. Русский. Из семьи учителей. Образование начальное. Рано остался сиротой, отец воевал в красном партизанском отряде в гражданскую войну, мать вышла замуж и уехала в Москву, оставив мальчика дяде. Скитался по стране, затем воспитывался в Читинском детском доме.
После детдома начал самостоятельную жизнь. Встав на путь нарушения закона, к 19 годам имел несколько судимостей за кражи и воровство на общий срок в 36 лет заключения. Несколько раз бежал из лагерей. В очередной раз попав в лагерь, попал под влияние политзаключённого, бывшего военного, и написал письмо М. И. Калинину, изъявив желание порвать с прошлым и «Встать на честный путь».
В 1936 году был освобождён из мест заключения и направлен для прохождения службы в Красную Армию. Получил специальность механика-водителя танка. В 1939 году демобилизовался. Жил в городе Иванове, работал на одном из предприятий города.
В январе 1942 года был вновь призван в армию Фрунзенским райвоенкоматом города Иванова. На фронтах Великой Отечественной войны прошёл путь от рядового красноармейца до капитана. Воевал командиром отделения бронебойщиков, имел на боевом счету подбитые из противотанкового ружья танки, был ранен. Воевал на Калининском и Брянском фронтах. Член ВКП(б) с 1942 года. Одно время был заместителем командира роты по политической части.
С лета 1943 года воевал в 1-й механизированной бригаде (в октябре преобразована в 19-ю гвардейскую механизированную бригаду), по собственной просьбе переведён командиром взвода разведки. Участник Курской битвы. Хотя взвод был танковый, его бойцы часто действовали в пешем строю, без машины пробивались в тыл противника и действовали достаточно эффективно. К концу 1943 года на его счету значилось большое количество успешных разведывательных рейдов в тыл противника. В бригаде его прозвали «гением разведки».
В 19-й гвардейской механизированной бригаде (8-го гвардейского механизированного корпуса 1-й гвардейской танковой армии) его называли «гением разведки».
В конце декабря 1943 года в боях за освобождение Правобережной Украины со своими разведчиками не раз совершал рейды в тыл противника, добывал ценные сведения. Только в период с 24 по 30 декабря его взвод уничтожил 4 танка, 2 самоходные артиллерийские установки, 12 бронетранспортёров, 62 автомашины и свыше 120 солдат и офицеров противника. Было захвачено необходимое число «контрольных» пленных, одно орудие, до пятидесяти автомашин и продовольственный склад.
28 декабря в боях за город Казатин разведгруппа под командованием Владимира Подгорбунского на двух Т-34 с десантом на броне, всего 29 человек, обойдя немецкую оборону, первой ворвалась в город с тыла. Разведчики промчались по улицам, уничтожая на пути огневые точки противника, давя гусеницами и расстреливая из пулемётов живую силу противника. Разбив восемь орудий и уничтожив до сотни немецких солдат и офицеров, они вышли к привокзальной площади. Здесь танкисты расстреляли подошедший под погрузку эшелон, в одном из вагонов которого находились штабные офицеры танковой дивизии. Сапёры подорвали выходные стрелки и отрезали им пути отхода. Кроме того, на станции осталось несколько эшелонов, один из которых с военнопленными и гражданскими, отправляемыми в Германию. Пока передовой отряд разведчиков действовал в городе, к его окрестностям подошли основные силы — танковый полк подполковника И. Н. Бойко.
Представлен к награждению званием Героя Советского Союза за смелость и отвагу, проявленные при взятии Казатина. Указом Президиума Верховного Совета СССР «О присвоении звания Героя Советского Союза генералам, офицерскому, сержантскому и рядовому составу Красной Армии» от 10 января 1944 года за «образцовое выполнение боевых заданий командования на фронте борьбы с немецко-фашистскими захватчиками и проявленные при этом отвагу и геройство» удостоен звания Героя Советского Союза с вручением ордена Ленина и медали «Золотая Звезда» (№ 2076).
25 марта 1944 года части 1-й танковой армии вышли к Днестру. Вместе со своим взводом переправился вброд на берег, занятый противником. Разведчики захватили в соседнем селе понтонный парк и отбуксировали к реке. Сапёры быстро соорудили из трофейных понтонных паромов переправу. За смелые, решительные действия, обеспечившие развитие операции, был награждён орденом Красного Знамени.
29 марта разведгруппа Владимира Подгорбунского на двух танках совершила рейд в тыл врага в район города Станислава (ныне Ивано-Франковск, Украина). В результате было уничтожено четыре танка Т-IV, один «Тигр», восемь бронетранспортёров, два самоходных орудия, много автомашин с различным грузом и повозок, захвачено 19 105-мм орудий, 3 зенитных пушки, взято 6 складов, из них 4 продовольственных.
В конце июля 1944 года отличился в боях за польский город Ярослав. Пробравшись со своими разведчиками к реке, он зажёг несколько шашек и под покровом густого дыма переправил на противоположный берег две лодки с автоматчиками. Части вермахта пытались выбить бойцов с небольшого плацдарма, но огонь танков с берега, занимаемого советскими войсками, сорвал эти попытки. Разведчики продержались до наступления темноты и подхода основных сил.
Развивая наступление части 1-й танковой армии вышли в реке Висле, в числе первых был разведывательный дозор гвардии капитана Владимира Подгорбунского. Гвардейцы захватили небольшой паром и в ночь на 29 июля переправили на противоположный берег взвод автоматчиков. К вечеру был наведён понтонный мост и первым по нему пошли танки Владимира Подгорбунского. Позднее этот плацдарм на берегу Вислы будет назван Сандомирским.
19 августа 1944 года во время разведрейда в тыл противника его группа попала в засаду. Командир был дважды ранен, но продолжал руководить боем. Погиб, когда выводил остатки группы к своим. Он выпрыгнул из горящего броневика, но будучи раненым уже не смог спастись, скончался от ожогов. Опознать его смогли только по Золотой Звезде, которую он грудью прижал к земле.
Похоронен в местечке Дембно (Польша), позднее перезахоронен на кладбище братских могил города Сандомира (Польша), братская могила № 218.
Другие подвиги
В годы Великой Отечественной войны танковая разведывательная рота гвардии капитана Владимира Подгорбунского особо отличилась в ряде операций:
- для переправы советских войск через реку Днестр увёл у немцев понтонный парк;
- в городе Казатине взял в плен немецкого гауляйтера фон Хабе и доставил его в штаб М. Е. Катукова;
- на станции Фердинандовка (вблизи города Винницы) взял в плен целый железнодорожный состав немецких солдат и офицеров.

## Награды и звания
- Герой Советского Союза (10 января 1944);
- орден Ленина (10 января 1944);
- орден Красного Знамени (16 апреля 1944);
- два ордена Отечественной войны 1-й степени (14 августа 1944, 29 сентября 1944);
- два ордена Красной Звезды (8 сентября 1943, 7 апреля 1944);
- медаль «За отвагу» (10 августа 1942).

## Семья
Был женат на Анне Константиновне Беляковой, дочь — Постникова-Подгорбунская Галина Владимировна.

## Память
В городе Чите именем В. Н. Подгорбунского названа улица, установлена мемориальная доска и бюст (1986). Его имя присвоено Читинскому областному детскому дому, школе-интернату (1966) и улице в городе Казатине (1965).
В Казатинской школе-интернате-гимназии имени В. Н. Подгорбунского с 1979 года существует Музей боевой славы. Музей ведёт постоянную переписку с женой, дочерью и внуками Подгорбунского. По материалам поисковой работы в 2011 году ограниченным тиражом выпущена книга «Геній розвідки» о В. Н. Подгорбунском.